# Panula contacta
Panula contacta là một loài bướm đêm trong họ Erebidae.